# Richard McKeon
Richard Peter McKeon (* 26. April 1900 in Union Hill, New Jersey; † 31. März 1985 in Chicago, Illinois) war ein US-amerikanischer Philosoph und Hochschullehrer.

## Leben und Wirken
McKeon studierte Humanities an der Columbia University und erwarb dort im jungen Alter von 20 Jahren trotz einer kurzen Dienstzeit in der U.S. Navy den B.A. Im gleichen Jahr erreichte er den M.A. mit einer Dissertation zu Leo Tolstoi, Benedetto Croce und George Santayana. Er setzte seine philosophischen Studien in Paris fort. Lehrer waren dort Étienne Gilson, Léon Brunschvicg und Léon Robin. 1928 erfolgte die Promotion zum Ph.D. bei Frederick J. E. Woodbridge und John Dewey mit einer Dissertation zu Baruch de Spinoza.
Bereits 1925 begann er, an der Columbia University zunächst als Instructor, dann als Assistant Professor Philosophie und Altgriechisch zu lehren. 1934 / 1935 war er Gastprofessor für Geschichte an der University of Chicago, an der er 1935 eine Festanstellung als Professor für Altgriechisch erhielt. 1947 wurde er dort Professor für Philosophie und Altgriechisch. 1952 war er Präsident der Western Division der American Philosophical Association, von 1953 bis 1957 Präsident des Institut International de Philosophie in Paris. 1974 ging er in den Ruhestand.
McKeon beriet unter anderem die UNESCO, als diese Institution von 1946 bis 1948 die Grundlagen für die Menschenrechte und die Idee der Demokratie erarbeitete. Deren Studien gingen in die Formulierung der Universal Declaration of Human Rights von 1948 ein.
McKeon war einer der ersten US-Amerikaner, die sich mit der Philosophie des Mittelalters und der Wissenschaftsgeschichte beschäftigten. Er setzte sich auch für eine Neubewertung der Rhetorik ein und erforschte dabei die oft problematische Beziehung von Rhetorik und Philosophie. In seiner ganzen Laufbahn war der ursprüngliche, nicht der von Philosophen des Mittelalters interpretierte Aristoteles Gegenstand seiner Lehre. Später verschoben sich seine Interessen von den Lehren einzelner Denker hin zur Dialektik von Systemen. Er war einer der ersten Philosophen, die sich mit dem Pluralismus, der kulturellen Diversität und Problemen der Kommunikation auseinandersetzten.
McKeon zählt wegen seines Einflusses auf wichtige Vertreter wie etwa Wayne C. Booth auch zu den Begründern der neo-aristotelischen Chicago School der Literaturtheorie. Er distanzierte sich jedoch später von ihr, da er sich als Pluralist nicht für irgendeine bestimmte Richtung, Philosophie oder Theorie engagieren wollte.
Zu seinen Schülern zählen der Schriftsteller Robert Coover, die Autoren Susan Sontag und Paul Goodman, der Theologe John B. Cobb, die Philosophen Richard Rorty und Eugene T. Gendlin, der Altphilologe und Philosoph Kenneth A. Telford, der Soziologe Donald N. Levine und der Anthropologe Paul Rabinow. Der Literaturkritiker Michael McKeon ist sein Sohn. In Robert M. Pirsigs Buch Zen and the Art of Motorcycle Maintenance (1974) wird anspielend auf Richard McKeon Bezug genommen.

## Schriften (Auswahl)
- The Philosophy of Spinoza: The Unity of His Thought. 1928.
- Selections from Medieval Philosophers. Band 1: Augustine to Albert the Great; Band 2: Roger Bacon to William of Ockham. 1929.
- (Hrsg.): The Basic Works of Aristotle. Random House, New York 1941.
- Introduction to Aristotle. University of Chicago Press, 1947; second edition, revised and enlarged 1974.
- Democracy in a World of Tensions: A Symposium Prepared by UNESCO. 1951.
- Freedom and History: The Semantics of Philosophical Controversies and Ideological Conflicts. 1952.
- Thought, Action, and Passion. University of Chicago Press, 1954, Nachdruck 1974, Digitalisat.
- The Freedom to Read: Perspective and Program. 1957.
- mit N. A. Nikam: The Edicts of Asoka. University of Chicago Press, 1959.
- Gli studi umanistici nel mondo attuale. Armando Editore, 1971.
- (Hrsg. mit Blanche Boyer): Peter Abailard, Sic et Non: A Critical Edition. 1976.
- Mark Backman (Hrsg.): Rhetoric. Essays in Invention and Discovery. Edited with introduction. Ox Bow Press, 1987, ISBN 0-918024-49-8.
- Zahava K. McKeon (Hrsg.): Freedom and History and Other Essays: An Introduction to the Thought of Richard McKeon. University of Chicago Press, 1990.
- David B. Owen, Zahava K. McKeon (Hrsg.): On Knowing – The Natural Sciences. University of Chicago Press, 1990.
- Zahava K. McKeon, William G. Swenson (Hrsg.):  Selected Writings of Richard McKeon. University of Chicago Press, Band 1: 1998, ISBN 0-226-56036-8; Band 2: 2005, ISBN 0-226-56038-4. – Rezension von William Michell, Bryn Mawr Classical Review 2007.05.27